# 가언 명제
가언(假言)이 어떤 조건을 가정한 말이라고 정의해보면, 가언명제(假言命題)는 철학, 논리학에서 가언적 판단을 나타낸 명제를 가리킨다.

## 가언 삼단논법
가언삼단논법(假言三段論法)은 가언적 판단을 전제로 하는 삼단논법이다.
만약 A가 B라면 C는 D다.
A는 B다.
고로 C는 D다.
라는 식의 논법이다.

## 전건과 후건
만일 A라면 B이다.
전건(前件)은 앞에서 언급된 조항이나 사건으로 가언적 판단에서는 그 조건, 이유 따위를 표시하는 부분으로 '만일 A라면'에서처럼 A에 해당한다.
한편 후건(後件)은 가언적 판단에서 귀결(歸結)을 표시하게 되는 부분이다. 서술부에 해당하며 B를 가리킨다. 한편 이러한 전건과 후건의 긍정과 부정은 타당한 결론이 가능한지를 전제되는 명제들만으로도 검증할 수 있게하는 판별의 추론 형식을  제공한다.
따라서 가언적 삼단논법의 결론과 상관없이 사전적으로 전건 긍정 및 후건 부정의 전제는 참이나 후건 긍정 및 전건 부정은 거짓임을 확인할 수 있다.

## 같이 보기
- 선언 명제